# International Social Survey Programme
L'International Social Survey Programme (ou programme international d'enquêtes sociales) est un programme international d'enquêtes statistiques fondé en 1984. En 2012, 49 pays participent à ce programme.

## Thèmes
Chaque année l'enquête porte sur une thématique particulière : 
- 1985 : Rôle du gouvernement I
- 1986 : Réseaux sociaux I
- 1987 : Inégalités I
- 1988 : Famille et rôles sexués I
- 1989 : Sens du travail I
- 1990 : Rôle du gouvernement II
- 1991 : Religion I
- 1992 : Inégalités II
- 1993 : Environnement I
- 1994 : Famille et rôles sexués II
- 1995 : Identité nationale I
- 1996 : Rôle du gouvernement III
- 1997 : Sens du travail II
- 1998 : Religion II
- 1999 : Inégalités III
- 2000 : Environnement II
- 2001 : Réseaux sociaux II
- 2002 : Famille et rôles sexués III
- 2003 : Identité nationale II
- 2004 : Citoyenneté
- 2005 : Sens du travail III
- 2006 : Rôle du gouvernement IV
- 2007 : Loisirs et sports
- 2008 : Religion III
- 2009 : Inégalités IV
- 2010 : Environnement
- 2011 : Santé
- 2012 : Famille IV
- 2013 : Identité nationale III
- 2014 : Citoyenneté II